# Christian Löhr
Christian Löhr (* 1972) ist ein deutscher römisch-katholischer Geistlicher.

## Leben
Löhr wuchs in Thüringen auf und war Mitglied der Dresdner Kapellknaben. Nach der Wende wechselte er zu den Regensburger Domspatzen. Löhr studierte in München und Rom katholische Theologie, Philosophie und Musik. Am 1. Juli 2000 weihte der Eichstätter Bischof, Walter Mixa, ihn im Dom zu Eichstätt zum Priester.
Seit dem Jahr 2000 leitet Löhr Pilgerreisen für das Bayerische Pilgerbüro.
2003 wurde Löhr an der Päpstlichen Universität Gregoriana mit der Dissertation „Credo unam ecclesiam. Chancen katholisch-lutherischer Kircheneinheit“ über die Ökumene promoviert. 2002 wurde er Kaplan in Roth und 2004 Pfarrer in Wassertrüdingen. 2007 wurde er Mitglied des Priesterrates für das Dekanat Herrieden und dessen Dekan. 2009 wechselte er als Pfarrer nach Roth. 2011 wurde er Sprecher des Eichstätter Priesterrates und war Mitglied im Europäischen Priesterrat.
2016 wurde er für 12 Jahre zum Rektor des Schönstatt-Instituts Diözesanpriester gewählt. Zu diesem Zeitpunkt war er Pfarrer des Pfarrverbandes Roth-Büchenbach. Aufgrund von Löhrs Wahl entband ihn Bischof Gregor Maria Hanke mit Wirkung zum Weißen Sonntag 2017 von seinen diözesanen Aufgaben.

## Bücher
- Christian Löhr: Leben, ich komme: aus der Gebets- und Glaubensschule Josef Kentenichs. 1.  Auflage. Schönstatt-Verlag, Vallendar 2018, ISBN 978-3-935396-67-7.
- Christian Löhr: Lebensglück : Lebenshilfen aus dem Geist Schönstatts. 1.  Auflage. Patris-Verlag, Vallendar 2019, ISBN 978-3-946982-11-1.
- Christian Löhr: Segen voraus: Als Pfarrer auf hoher See. 1st ed Auflage. Herder Verlag, München 2021, ISBN 978-3-451-38958-0.
- Michael Defrancesco, Christian Löhr, Jacqueline Straub: Gott braucht dich: Warum wir über Berufung sprechen sollten. 1st ed Auflage. Echter Verlag, Würzburg 2022, ISBN 978-3-429-05777-0.